# Liga Bósnia de Basquetebol de 2021-22
A Temporada da Liga Bósnia de Basquetebol de 2021–22 foi a 21.ª edição da principal competição de clubes profissionais na Bósnia e Herzegovina, sendo que o HKK Široki defende seu título.
Ao término da temporada o KK Igokea, após fazer ótima campanha na Liga ABA de 2021-22 ficando em quinto colocado na temporada regular e disputando as quartas de finais nos playoffs, volta a ser campeão bósnio após quatro anos sem títulos.

## Equipes participantes
Após a última temporada com a saída de HKK Čapljina Lasta e Kakanj, houve o acesso para Radnik Bijeljina e Posušje campeões da segunda divisão. 
| Equipe      | Cidade        | Arena                            |
| ----------- | ------------- | -------------------------------- |
| Borac       | Banja Luka    | Borik Sports Hall                |
| Bosna Royal | Sarajevo      | Mirza Delibašić Hall             |
| Bratunac    | Bratunac      | Bratunac Sports Hall             |
| Posusje     | Posušje       | Gradska sportska dvorana Posušje |
| Igokea      | Laktaši       | Laktaši Sports Hall              |
| Radnik      | Bijeljina     |                                  |
| Leotar      | Trebinje      | Miloš Mrdić Sports Hall          |
| Mladost     | Mrkonjić Grad | Komercijalna banka Arena         |
| Promo DV    | Donji Vakuf   | Donji Vakuf Sports Hall          |
| Spars       | Sarajevo      | Novo Sarajevo Sports Hall        |
| Sloboda     | Tuzla         | SKPC Mejdan                      |
| Čelik       | Zenica        | Zenica City Arena                |
| Široki      | Široki Brijeg | Pecara Sports Hall               |
| Zrinjski    | Mostar        | Bijeli Brijeg Sports Hall        |

|  | Equipes disputando a ABA Liga   |
|  | Equipes disputando a ABA Liga 2 |

## Hexagonal final
| Prvenstvo BiH 2021–22 |
| Bósnia e Herzegovina  |
| --------------------- |
| Igokea (8° título)    |